# Eleutherodactylus orcutti
Espèce
Synonymes
- Eleutherodactylus cunctator Dunn, 1928

Statut de conservation UICN

 CR A2ace : 
En danger critique
Eleutherodactylus orcutti est une espèce d'amphibiens de la famille des Eleutherodactylidae.

## Répartition
Cette espèce est endémique de Jamaïque. Elle se rencontre de 225 à 1 215 m d'altitude dans les Blue Mountains dans les paroisses de Portland, de St. Andrew et de St. Thomas.

## Étymologie
Cette espèce est nommée en l'honneur de Charles Russell Orcutt.

## Publication originale
- Dunn, 1928 : Two new frogs from Jamaica. Proceedings of the United States National Museum, vol. 74, no 22, p. 1-2 (texte intégral).